# Jay Hart
Jay Robert Hart (...) è uno scenografo statunitense, noto per i suoi lavori in film come L.A. Confidential, Pleasantville (per i quali ha ricevuto la sua prima e seconda candidatura per l'Oscar alla migliore scenografia) e Black Panther, per il quale ha poi vinto il suo primo Oscar.

## Filmografia
- Fusi di testa (Wayne's World), regia di Penelope Spheeris (1992)
- I gladiatori della strada (Gladiator), regia di Rowdy Herrington (1992)
- Amore per sempre (Forever Young), regia di Steve Miner (1992)
- Teste di cono (Coneheads), regia di Steve Barron (1993)
- Impatto imminente (Striking Distance), regia di Rowdy Herrington (1993)
- Fusi di testa 2 - Waynestock (Wayne's World 2), regia di Stephen Surjik (1993)
- Sotto il segno del pericolo (Clear and Present Danger), regia di Phillip Noyce (1994)
- Lontano da Isaiah (Losing Isaiah), regia di Stephen Gyllenhaal (1995)
- I ponti di Madison County (The Bridges of Madison County), regia di Clint Eastwood (1995)
- Virtuality (Virtuosity), regia di Brett Leonard (1995)
- Phenomenon, regia di Jon Turteltaub (1996)
- L.A. Confidential, regia di Curtis Hanson (1997)
- Pleasantville, regia di Gary Ross (1998)
- Un amore speciale (The Other Sister), regia di Garry Marshall (1999)
- Fight Club, regia di David Fincher (1999)
- Wonder Boys, regia di Curtis Hanson (2000)
- Codice: Swordfish (Swordfish), regia di Dominic Sena (2001)
- Ubriaco d'amore (Punch-Drunk Love), regia di Paul Thomas Anderson (2002)
- Amici di... letti (Waking Up in Reno), regia di Jordan Brady (2002)
- Terminator 3 - Le macchine ribelli (Terminator 3: Rise of the Machines), regia di Jonathan Mostow (2003)
- Spider-Man 2, regia di Sam Raimi (2004)
- Vizi di famiglia (Rumor Has It...), regia di Rob Reiner (2005)
- Blades of Glory - Due pattini per la gloria (Blades of Glory), regia di Will Speck e Josh Gordon (2007)
- Quel treno per Yuma (3:10 to Yuma), regia di James Mangold (2007)
- Mr. Woodcock, regia di Craig Gillespie (2007)
- E venne il giorno (The Happening), regia di M. Night Shyamalan (2008)
- Fuori controllo (Edge of Darkness), regia di Martin Campbell (2010)
- Notte folle a Manhattan (Date Night), regia di Shawn Levy (2010)
- Innocenti bugie (Knight and Day), regia di James Mangold (2010)
- Machine Gun Preacher, regia di Marc Forster (2011)
- Terminator Genisys, regia di Alan Taylor (2015)
- Independence Day - Rigenerazione (Independence Day: Resurgence), regia di Roland Emmerich (2016)
- Guardiani della Galassia Vol. 2 (Guardians of the Galaxy Vol. 2), regia di James Gunn (2017)
- Black Panther, regia di Ryan Coogler (2018)
- Triple Frontier, regia di J. C. Chandor (2019)
- Quelli che mi vogliono morto (Those Who Wish Me Dead), regia di Taylor Sheridan (2021)

## Premi e riconoscimenti

### Premio Oscar
- 1998 - Nomination alla migliore scenografia per L.A. Confidential
- 1999 - Nomination alla migliore scenografia per Pleasantville
- 2019 - Migliore scenografia per Black Panther